# Puya lanata
Puya lanata är en gräsväxtart som först beskrevs av Carl Sigismund Kunth, och fick sitt nu gällande namn av Schult. och Julius Hermann Schultes. Puya lanata ingår i släktet Puya och familjen Bromeliaceae. Inga underarter finns listade i Catalogue of Life.